# Streetsboro
Streetsboro – miasto w Stanach Zjednoczonych, w północno-wschodniej części stanu Ohio.
Liczba mieszkańców w 2000 roku wynosiła 12 311.